# Christian Harlang

Christian Harlang (født 2. marts 1953) er en tidligere dansk advokat, der i dag arbejder som juridisk rådgiver.

## Karriere
Christian Harlang er uddannet cand.jur. fra Københavns Universitet 1979, har haft advokatbestalling og selvstændig virksomhed fra 1982 til 2018 og fik møderet for Højesteret 1990. Fra 1979 til 1989 fungerede han som ekstern lærer og eksaminator ved Det Juridiske Fakultet ved Københavns Universitet.
Han er flere gange blevet idømt bøder af Advokatnævnet for overtrædelse og grov overtrædelse af de advokat-etiske regler.
I marts 2018 blev der indgivet konkursbegæring mod Christian Harlang, hvorefter Sø- og Handelsretten juni 2018 afsagde konkursdekret. Anledningen var en række kontroverser med tidligere klienter om overfakturering, og resulterede i konkurs i 2018. Siden en advokat ikke må udøve advokatvirksomhed samtidig med, at han er under konkursbehandling, jf. retsplejelovens kap. 12, blev hans bestalling deponeret, og er ikke udleveret endnu.

### Irak-tortursagerne om Operation Green Desert
I 2011 og 2012 modtog Christian Harlang henvendelse fra 23 irakiske torturoverlevere, der under den danskledede militæroperation ”Operation Green Desert” hårdhændet var blevet taget til fange en tidlig morgen fra deres hjem og familier i Basra. Efter danske officerers forhør af dem blev de 22 overført til et berygtet torturfængsel, hvor de tilbragte mange uger.[kilde mangler] Københavns Byret gav medhold i, at sagerne er principielle, hvorfor de i 2012 som førsteinstans blev overført til Østre Landsret, der d. 15. juni 2018 i hovedparten af sagerne gav medhold i, at Forsvarsministeriet havde ansvar for den nedværdigende behandling, som de under dansk kommando var udsat for. Daværende forsvarsminister Claus Hjort Frederiksen kritiserede landsrettens dom i en pressemeddelelse, og Forsvarsministeriet ankede sagerne til Højesteret..
En konkursbegæring der blev indgivet d. 18. juni 2018 – tre dage efter, at han fik Forsvarsministeriet dømt – forhindrede ham i som advokat at kunne virke for de 23 torturofre i højesteretssagen, der blev afsluttet ved Højesteret d. 31. maj 2022, hvor Højesteret ændrede landsrettens dom og frifandt Forsvarsministeriet.
Mandatet og tilliden fra de 23 torturoverlevere har Christian Harlang beholdt, idet han uanset det der skete d. 18. juni 2018 af de 23 blev bedt om at tage sig af sagen som deres repræsentant i Danmark og mandatet førte d. 30. september 2022 til, at der blev indgivet klage til Den Europæiske Menneskerettighedsdomstol  over den skete frifindelse af Forsvarsministeriet og over, at de 23 ikke har haft adgang til retfærdig rettergang ved de danske domstole, fordi domstolene har tilladt Forsvarsministeriet at besværliggøre og forsinke sagerne. I oktober 2023 blev sagen optaget til realitetsbehandling af menneskerettighedsdomsotlen, der afviser mellem 90 og 95 procent af alle klager. Det er både Danmarks mulige ansvar for tortur og sagernes lange behandling ved de danske domstole, der behandles.
Højesteret afgørelse har været udsat for kritik fra Amnesty International, der siger, at "Danmark skal holde fanen højt, når det gælder overholdelsen af menneskerettigheder. Det gælder også, når vi opererer ude i verden. Regeringen skal sikre en grundig politisk stillingtagen til risiko for menneskerettighedskrænkelser i forbindelse med involvering i internationale militære operationer og i samarbejdet med andre styrker." 

### Irakkrigen
Grundlovssagen om Danmarks deltagelse i Irakkrigen blev anlagt af Christian Harlang og Bjørn Elmquist for 25 danske statsborgere i 2005. Sagen er i september 2011 indbragt for Den Europæiske Menneskerettighedsdomstol og sluttede foreløbigt i Danmark med Højesterets afvisningsdom d. 17. marts 2010.[kilde mangler]

### Harlang & Toksvig Fondet
Christian Harlang fungerer i en årrække som direktør i den almennyttige Harlang & Toksvig Fondet, stiftet af hans farfar reklamemanden og filantropen dirketør Frantz Harlang. Efter en række uoverensstemmelser med Frantz Harlangs efterkommere om Christian Harlangs administration af fondets midler, ønskede et flertal af bestyrelsen i 2018, at Christian Harlang fratrådte sin stilling i bestyrelsen og som direktør. Christian Harlang og hans samlever Bente Meyer forsøgte at afsætte den øvrige bestyrelse, men Bente Meyer fratrådte selv bestyrelsen i juli 2018 og Christian Harlang blev i juni 2018 afsat.[kilde mangler]

### Thule-sagen
Thule-sagen er betegnelsen for et sagskompleks udløst af tvangsflytningen i 1953 af beboerne nær Dundas (også kaldet Uummannaq) i Grønland. Christian Harlang vandt sagen i 1999, hvor Østre Landsret tilkendte Thulebefolkningen en erstatning på 500.000 kr. samt individuelle godtgørelser på i alt 1.265.000 kr. Østre Landsret afviste samtidig sagsøgernes ret til at færdes og drive fangst i hele Thuledistriktet. Trods det beskedne resultat i forhold til de fremsatte krav blev dommen af sagsøgerne kaldt en moralsk sejr, idet den fastslog, at befolkningen ikke havde været indforstået med flytningen, og at der derfor havde været tale om en tvangsflytning.

### Enkefru Plums Støttefond
Christian Harlang blev i 2009 yderligere kendt i offentligheden som følge af kritik af sit hverv som bestyrelsesmedlem og udpeget direktør for Enkefru Plums Støttefond i perioden 1998-2009. Kritikken medførte, at bestyrelsen i fonden afskedigede Harlang. Civilstyrelsen gik ind i sagen, og i november 2009 afgjorde styrelsen, at fyringen var i overensstemmelse med fondens vedtægter.
Harlang anerkendte ikke afskedigelsen af ham, men fastholdt, at han var fondens administrator på livstid, hvorfor han ikke udleverede fondens regnskaber. Efterfølgende har bestyrelsen overvejet at få udleveret fondens dokumenter via fogeden, og denne fremgangsmåde blev vurderet som værende fornuftig af professor Mads Bryde Andersen, som mente, at de manglende dokumenter gjorde det svært for bestyrelsen af danne sig et overblik over den aktuelle skrantende økonomi i fonden. Konflikten i efteråret 2009, mellem på den ene side Christian Harlang og ét bestyrelsesmedlem, og på den anden side 4 bestyrelsesmedlemmer, drejede sig navnlig om at de 4 bestyrelsesmedlemmer i modstrid med mindretallet ville underskrive en ubetinget og uigenkaldelig fuldmagt til Danske Bank om kapitalomstrukturering (som følge af finanskrisen). Fonden gik konkurs i maj 2010.

### Arvesag
I 2014 idømte Advokatrådet Christian Harlang en bøde på 100.000 kroner, idet Advokatrådet fandt, at Harlang "groft og i flere tilfælde har tilsidesat god advokatskik" i en arvesag. Sagen drejede sig om en 90-årig svært dement kvinde; Harlang fik tildelt generalfuldmagt til at bestyre hendes formue, men undlod i den forbindelse at oplyse byretten om kvindens demens. Selve arvesagen blev indbragt for retten, hvor Harlang tabte den ved Østre Landsret den 10. februar 2016.

### Det Dansk-Franske Dampskibsselskabs Understøttelsesfond af 1950
I en sag om Det Dansk-Franske Dampskibsselskabs Understøttelsesfond af 1950 idømte Advokatnævnet Christian Harlang en bøde på 100.000 kr. og udtalte, at Harlang "særdeles groft har tilsidesat reglerne for god advokatskik" ved at opkræve salær for advokatarbejde, som han ikke havde mandat til at arbejde for. I Københavns Byret blev Harlang dømt til at tilbagebetale honorarer for 4 millioner kr. til fonden. Byretten udtalte: "Efter den 18. december 2008 har Harlangs advokatarbejde ikke haft nogen værdi for fonden, og Harlang har ikke kunnet modtage betalinger fra fonden i god tro om sin ret til at belaste fonden med advokatomkostninger". Harlang vil indbringe sagen for landsretten.
Fonden valgte imidlertid at indgive konkursbegæring vedrørende kravet, hvorefter Sø- og Handelsretten i juni 2018 afsagde konkursdekret over Harlang.

### Fondssag om overpris
I 2017 blev Harlang for fjerde gang på tre år idømt en bøde af Advokatnævnet for overtrædelse af god advokatskik. Nævnet fandt, at Harlang kun var berettiget til et salær på 750.000 kr. fra en unavngiven fond i en sag, hvor han selv havde krævet 4,1 mio. kr. Foruden krav om tilbagebetaling af overprisen fik han en bøde på 50.000 kr. Harlang hævdede, at der var tale om politisk forfølgelse fra Advokatnævnets side og har efter eget udsagn indbragt sagen for retten.